# 韦璆
韦璆（？—？），京兆郡杜陵县（今陕西省西安市长安区）人，出自京兆韦氏东眷，后燕尚书右仆射。

## 生平
建始元年（407年）四月，皇后苻训英去世，慕容熙大建陵墓，恢复人殉之制，杀死自己的嫂子、高阳王慕容隆王妃张氏为殉。右仆射韦璆等人都害怕自己去殉葬，每天都洗澡换衣等候命令。

## 儿子
- 韦延，北魏扶风郡太守、彭城侯[1]